# St. Vinzenz (Liel)

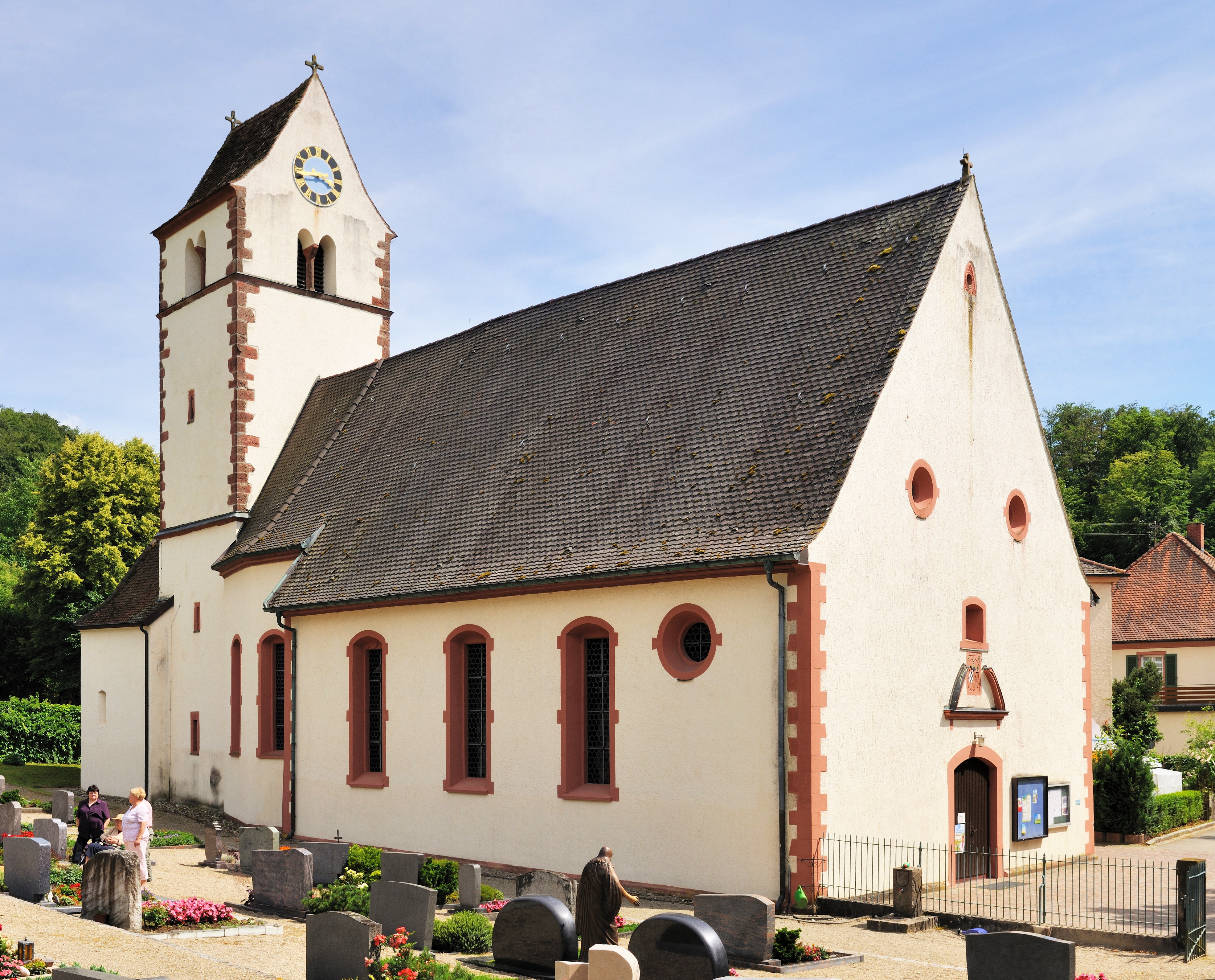
St. Vinzenz von Nordwesten

St. Vinzenz ist eine unter dem Patrozinium des heiligen Vinzenz von Valencia stehende römisch-katholische Pfarrkirche im Teilort Liel der Gemeinde Schliengen im Markgräflerland. Das Langhaus wurde Anfang des 18. Jahrhunderts neu erbaut; der älteste Teil der Kirche ist der Turmunterbau aus der Spätromanik. Die Pfarrei gehört als von der Fläche her größte, aber zahlenmäßig kleinste der Seelsorgeeinheit Schliengen an, mit den weiteren Pfarreien St. Leodegar in Schliengen (mit der Filiale St. Nikolaus in Mauchen), St. Peter und Paul in Bamlach (mit der Filiale St. Nikolaus in Rheinweiler) und St. Leodegar in Bad Bellingen. Sie ist ein Kulturdenkmal.

## Geschichte
Wie in anderen Orten der Seelsorgeeinheit gab es im Mittelalter auch in Liel zwei Kirchen. Sie werden in einer Handschrift des Klosters Einsiedeln erwähnt, an das der Ort 952 gefallen war: als ältere „s. Johannis evangelistae in Lilaha“ und als jüngere „s. Panchratii martyris in Lielaha“, bei der es sich aber vielleicht nur um eine Kapelle handelte. St. Pankratius wurde mit dem Niedergang des patriarchalischen Hofsystems zu einem unbekannten Zeitpunkt aufgegeben; zuletzt 1299 wird es als zu einem der Höfe gehörig erwähnt. 1150 fiel Liel an das Kloster Beinwil, das unter dem Patrozinium von St. Vinzenz stand. Vermutlich im Zusammenhang damit wechselte auch St. Johannes das Patronat zu St. Vinzenz.

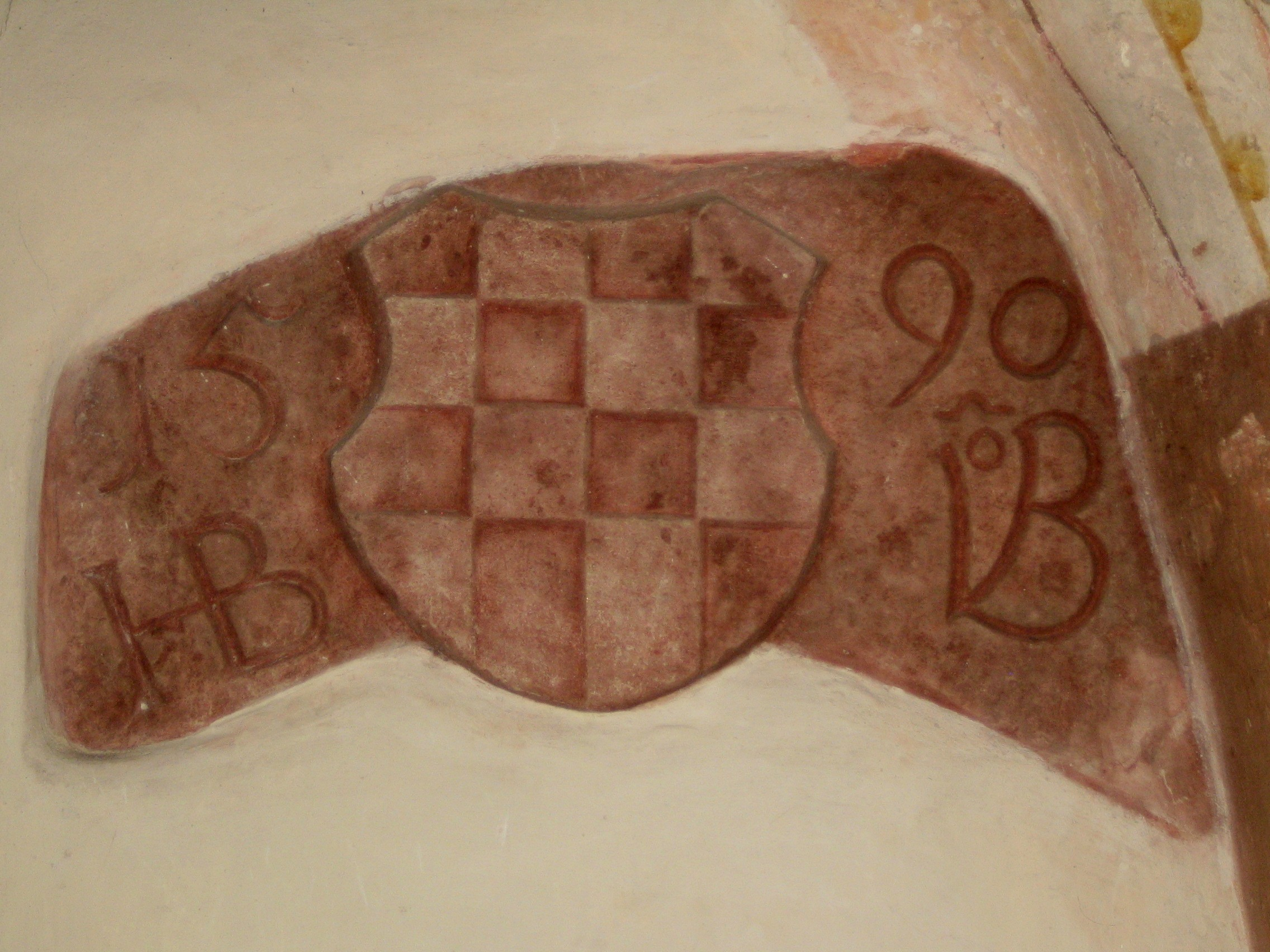
Wappen des Hans Balthasar von Baden

Der älteste Teil des Lieler Kirche aus spätromanischer Zeit ist der unterste Teil des Glockenturms. Darüber gehört er zur frühen Gotik, also in die Zeit des Klosters Beinwil. Die Turmhalle sowie ihr Kreuzrippengewölbe gehen auf das 14. Jahrhundert zurück. Ursprünglich stellte sie den Chor oder einen Teil davon dar, sodass es sich um eine Chorturmkirche handelte.
1469 kauften die Freiherren von Baden das Dorf Liel, über das sie schon seit 1410 die Lehensherrschaft innehatten. Sie bauten in der Spätgotik im Osten an den Turm eine Begräbniskapelle für ihre Familie an. Über der Tür an der Südseite und an einem Eckstein des Turms ist das Baujahr 1464 zu lesen. Die später eingebaute Tür in der Südwand des Turms trägt die Jahreszahl 1590 und die Initialen „HB VB“ für Hans Balthasar von Baden. Kapellenanbau und Turmuntergeschoss wurden im 15. und 16. Jahrhundert mehrfach ausgemalt. Da sich die Bemalung in der Kapelle an vielen Stellen löste, wurde sie 1684 vollständig übertüncht.

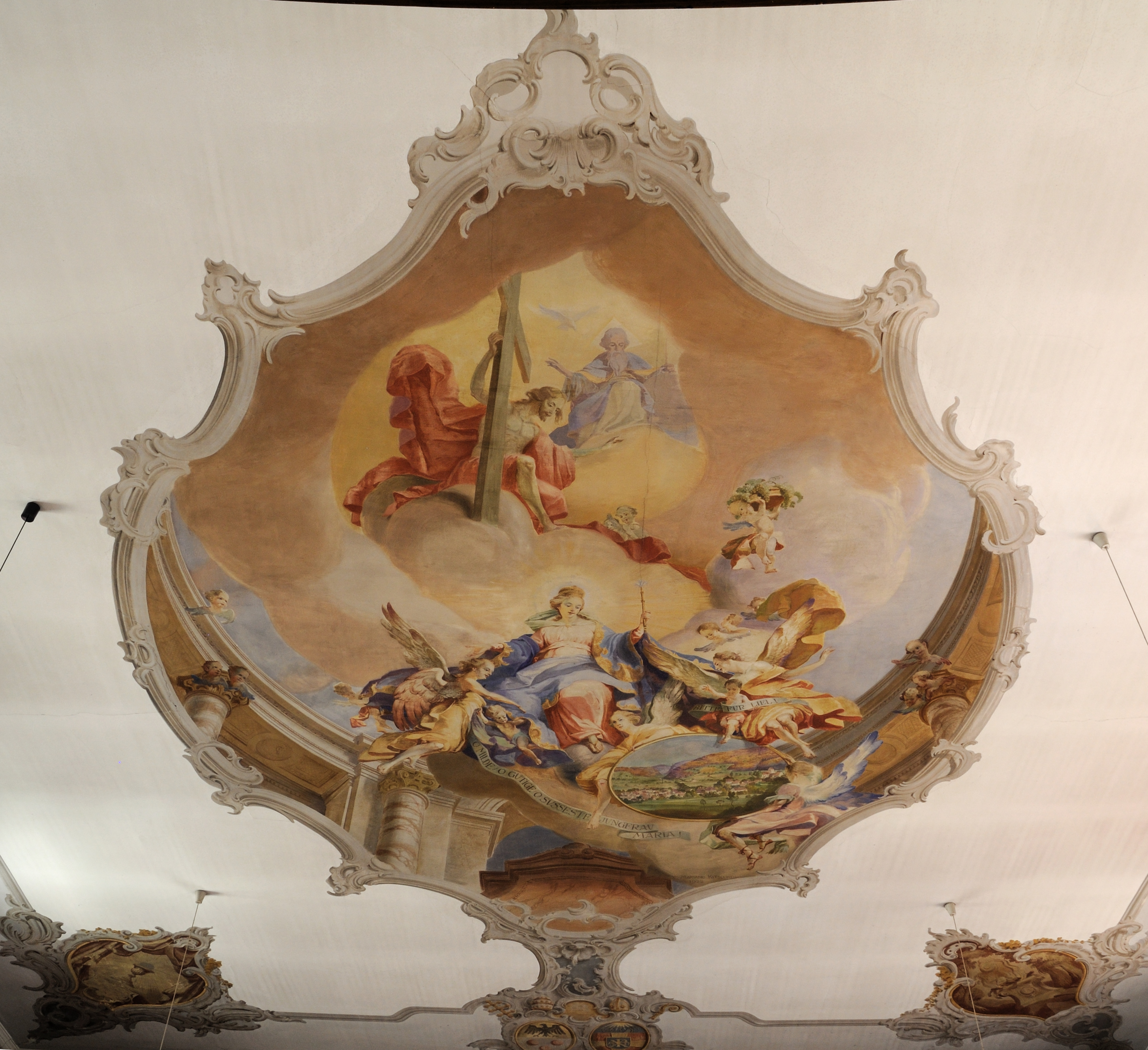
Deckenfresko von Josef Mariano Kitschker (1922)

1718 wurde westlich des Turmes ein Neubau von Langhaus und Chor in barocken Formen errichtet. Schon 1822 bezeichnete die Gemeinde Liel den baulichen Zustand als ruinös und mahnte eine Renovierung an. Aufgrund von Streitigkeiten über die Baupflicht wurden die dringend benötigten Arbeiten aber nicht ausgeführt. Es kam lediglich 1832 zu kleineren Ausbesserungsarbeiten, an denen auch der Stuckateur Jodok Friedrich Wilhelm beteiligt war. Erst zwischen 1850 und 1855 erfolgte eine „eher oberflächliche Renovierung“ > der Kirche und der Begräbniskapelle.
1907 hielt das Erzbischöfliche Bauamt fest, die Kirche befinde sich in „erbärmlichem, schlechtem Zustand“. Die Idee eines „gotischen Neubaus“ wurde wegen der geringen Einwohnerzahl des Ortes jedoch als zu teuer angesehen. In den anschließenden Jahren, verzögert durch den Ersten Weltkrieg, erfolgten deshalb nur eine Renovierung und ein Umbau. Der Dachstuhl des Langhauses wurde verbreitert und ein neuer Fußboden verlegt. 1908 baute man an der Südwand des Glockenturms eine Sakristei an. Die Begräbniskapelle wurde 1910 bis 1912 instand gesetzt, wobei die vermauerten Fenster wieder geöffnet und mit Maßwerk versehen wurden. In die Verglasung wurden Wappen der Freiherren von Baden und anderer bedeutender Adelshäuser eingefügt, die in Liel und am Oberrhein gewirkt hatten. Die übertünchten Malereien wurden unter denkmalpflegerischer Überwachung durch Joseph Sauer wieder freigelegt und von den Kunstmalern Gebrüder Mezger renoviert. Die Renovierung im Chor konnte erst 1920 angeschlossen werden, die des Langhauses 1922 mit einem durch Spenden finanzierten Deckengemälde des Karlsruher Künstlers Josef Mariano Kitschker. Insgesamt hatten sich die Kosten der ausgeführten Arbeiten gegenüber der ursprünglichen Planung etwa verzehnfacht.
1933 wurde die Kirche außen renoviert und nach einem teilweisen Einsturz der Chorraumdecke das dortige Bild durch den Kirchenmaler Max Stertz aus Endingen erneuert.
Die Liturgiereform machte eine umfangreiche Umgestaltung des Chorraums in den Jahren 1965 bis 1968 erforderlich. Dabei wurden auch die Verbindungen zwischen Chor und Turmhalle sowie das südliche Seitenportal geschlossen. Nach Abschluss der Arbeiten wurde die Kirche am 6. Oktober 1968 durch Weihbischof Karl Gnädinger erneut geweiht.
2013–2014 wurde die gesamte Raumschale im Inneren der Kirche restauriert, einschließlich einer Erneuerung der Elektroleitungen, der Heizung und der Bestuhlung, Errichtung eines Windfangs im Eingangsbereich und Wärmedämmung der Kirchenschiffdecke.

## Kirchenbau
Die Kirche St. Vinzenz steht am nordöstlichen Rand des Dorfes Liel. An ihrer Nordseite befindet sich ein Friedhofsgelände. Das langgestreckte Ensemble besteht aus dem barocken Langhaus, das in einen schmaleren Chor mit eingezogenen Seitenwänden überleitet, an den sich im Osten der Turm anschließt und daran die gotische Begräbniskapelle. An die Südseite des Turms ist die doppelstöckige Sakristei angebaut.
Das rechteckige Langhaus ist mit einem Satteldach gedeckt. Die Seitenwände sind durch je drei rechteckige Fenster sowie am Westende durch ein Oculum durchbrochen. An der Westwand, die durch ein kleines Fenster und zwei weitere Oculi gegliedert ist, sind über dem Portal die Wappen derer von Baden und derer von Kageneck zu sehen. Die Jahreszahl 1718 und die Buchstabengruppen „ICFFVB : MIFVB : GFVK“ erinnern an die Erbauer: Johann Conrad Friedrich Freiherr von Baden und seine Frau Maria Johanna Freifrau von Baden, geb. Freiin von Kageneck. Ein Seitenportal befindet sich in der Südwand. Der Chor wird auf jeder Seite durch zwei Fenster belichtet. Alle Fenster sind durch Segmentbögen abgeschlossen.
Der dreistöckige Glockenturm weist im zweiten und dritten Geschoss eine Eckquaderung auf. Im obersten Geschoss hat er zu allen Seiten zweigeteilte, romanische Klangarkaden. Er ist durch ein parallel zum Langhaus verlaufendes Satteldach abgeschlossen. An den Giebelseiten befinden sich Zifferblätter der Turmuhr. Beide Giebel tragen an der Spitze ein Kreuz.
Auch die Begräbniskapelle ist mit einem Satteldach gedeckt. Sie weist einen Fünfachtelschluss auf. Ihre fünf spitzbogigen Fenster sind unterschiedlich breit.

## Langhaus und Chor

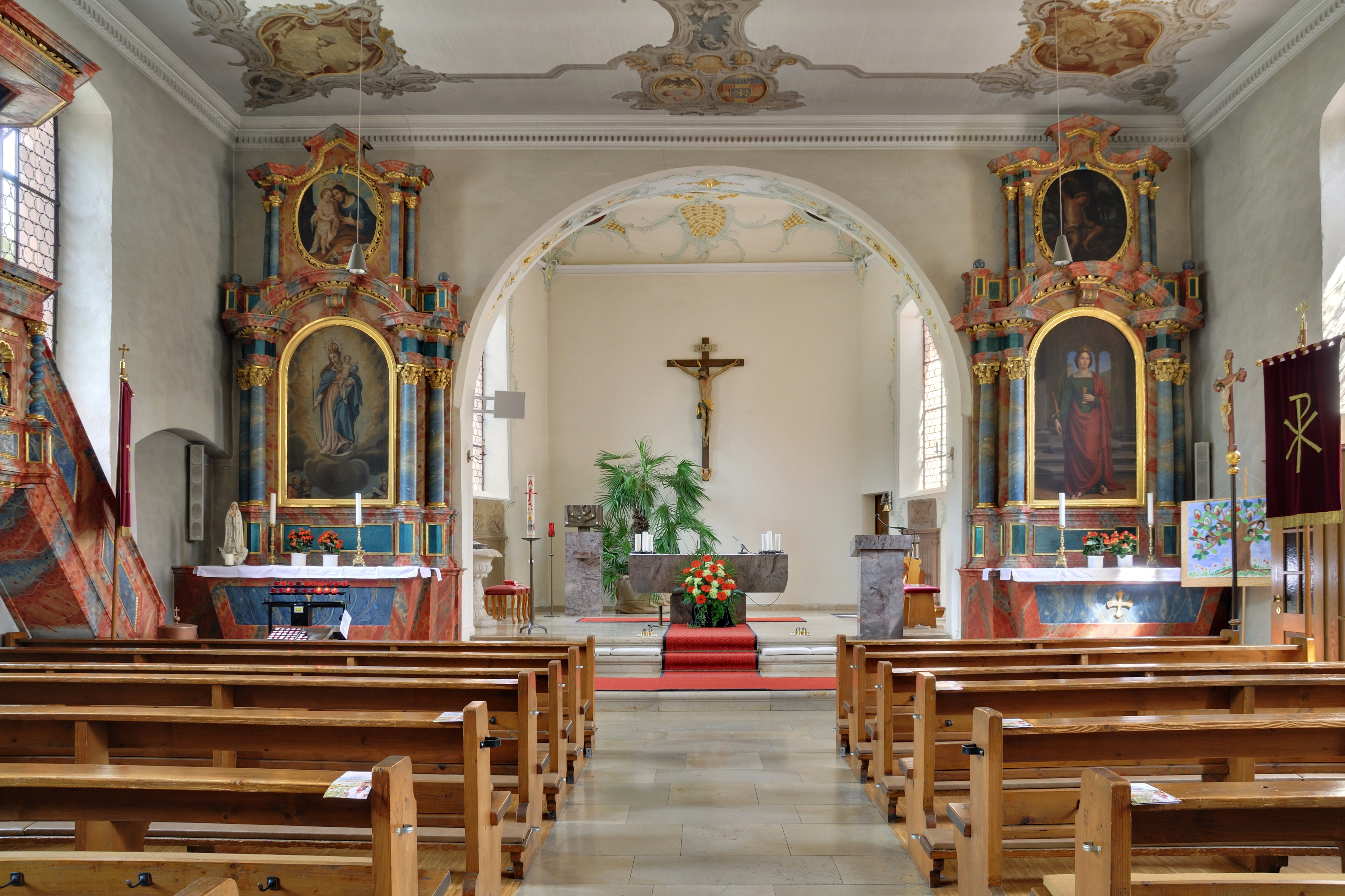
Langhaus mit Blick Richtung Chor, noch ohne die Seitenfiguren neben dem Missionskreuz

Das Langhaus hat eine flache Decke. Das zentrale Deckenbild von Josef Mariano Kitschker „in guter neobarocker Manier“ zeigt unter der Dreieinigkeit Maria als Beschützerin des Ortes: „O milde / O gütige / O süsseste / Jungfrau Maria! / Bitte für Liel!“. Ein Engel mit einem Körbchen, das vor Trauben überquillt, erinnert an die reiche Weinernte 1922, die Anlass für ebenso reiche Spenden der Bürger für die Innendekoration der Kirche war. Zum Chor hin befinden sich an den Ecken in stark geschwungenen, gemalten Kartuschen Grisaillen, die das Opfer des Melchisedek und die Eucharistie darstellen, also die Opfer von Altem und Neuem Testament. Der Chor ist durch einen Triumphbogen abgetrennt, über dem zwei Wappen, bekrönt von Tiara und Mitra, auf die damals regierenden Kirchenfürsten verweisen, Papst Pius XI. in Rom und Erzbischof Carl Fritz in Freiburg, mit seinem Wahlspruch „in honorem Die pro populo“ (zur Ehre Gottes für das Volk).
Beidseitig vom Triumphbogen stehen kunstvoll eingefasste barocke Seitenaltäre. Der linke zeigt die Mondsichelmadonna und im Oberbild den heiligen Josef von Nazaret. Am unteren Bildrand sind links Markus und rechts ein Prophet des Alten Testaments zu sehen, vermutlich Jesaja. Der rechte stellt die heilige Barbara von Nikomedien mit ihren Attributen dar, dem Kelch und dem Schwert. Das Oberbild zeigt den heiligen Stephanus oder den heiligen Sebastian. Der Künstler ist nicht bekannt. Es wird für denkbar gehalten, dass die beiden Hauptbilder im 19. Jahrhundert stilistisch überarbeitet worden sind.
1720 soll von Lieler Bergleuten eine barocke Skulptur der heiligen Barbara aus Rom geholt worden sein. Ebenso wie eine Skulptur des heiligen Fridolin mit seinem Begleiter Ursus soll sie ursprünglich auf Konsolen am Triumphbogen gestanden haben. Heute finden sich beide an der Nordwand. Eine Skulptur des heiligen Nepomuk an der Südwand könnte bald nach seiner Heiligsprechung 1729 entstanden sein. Daneben hängt ein Pietà-Bild: Die „beeindruckende Arbeit noch des 17. Jh.s wurde in ihrer Qualität erst mit der Abnahme von Übermalungen  bei einer gründliche[n] Renovierung 2013 wieder erkennbar.“ In diesem Zuge wurden auch die Öldrucke einer Münchner Manufaktur auf Pappe renoviert, die den Kreuzweg zeigen. An der Nordwand des Langhauses ist eine Kanzel mit Schalldeckel angebracht.
Die leicht eingewölbte Decke des um drei Stufen erhöhten Chorraums zeigt Stuckarbeiten aus der Zeit des Barock. Das in Öl ausgeführte Deckengemälde stellt den Kirchenpatron dar. Der heilige Vinzenz mit dem Attribut seines Martyriums, dem Rost, betet auf Knien Christus im Himmel an, wohin ihn zahlreiche Engel tragen. Eckbilder zeigen die vier Evangelisten. Ein anscheinend barocker Altar mit Seitenfiguren von Vinzenz und Barbara wurde bei der Renovierung um 1910 durch einen neobarocken Altar des Bildhauers Peter Valentin ersetzt. Dieser musste dann bei der Umgestaltung des Chorraums 1965 einem schlichten rötlichen Altartisch mit den Reliquien der Märtyrer Felicissimus und Agapitus wieder weichen. Wie der Ambo und die Tabernakelstele stammte er von der „Karlsruher Steinwerke GmbH“ (Rupp & Möller). Den Tabernakel selbst schuf der Freiburger Bildhauer Karl Rißler (1917–1992). An der geschlossenen Chorrückwand des „nüchternen Altarraums“ hängt ein Missionskreuz, dessen Alter nicht bekannt ist. Es wird flankiert von Maria und Johannes, zwei Skulpturen, die Joseph Dettlinger geschaffen hat.

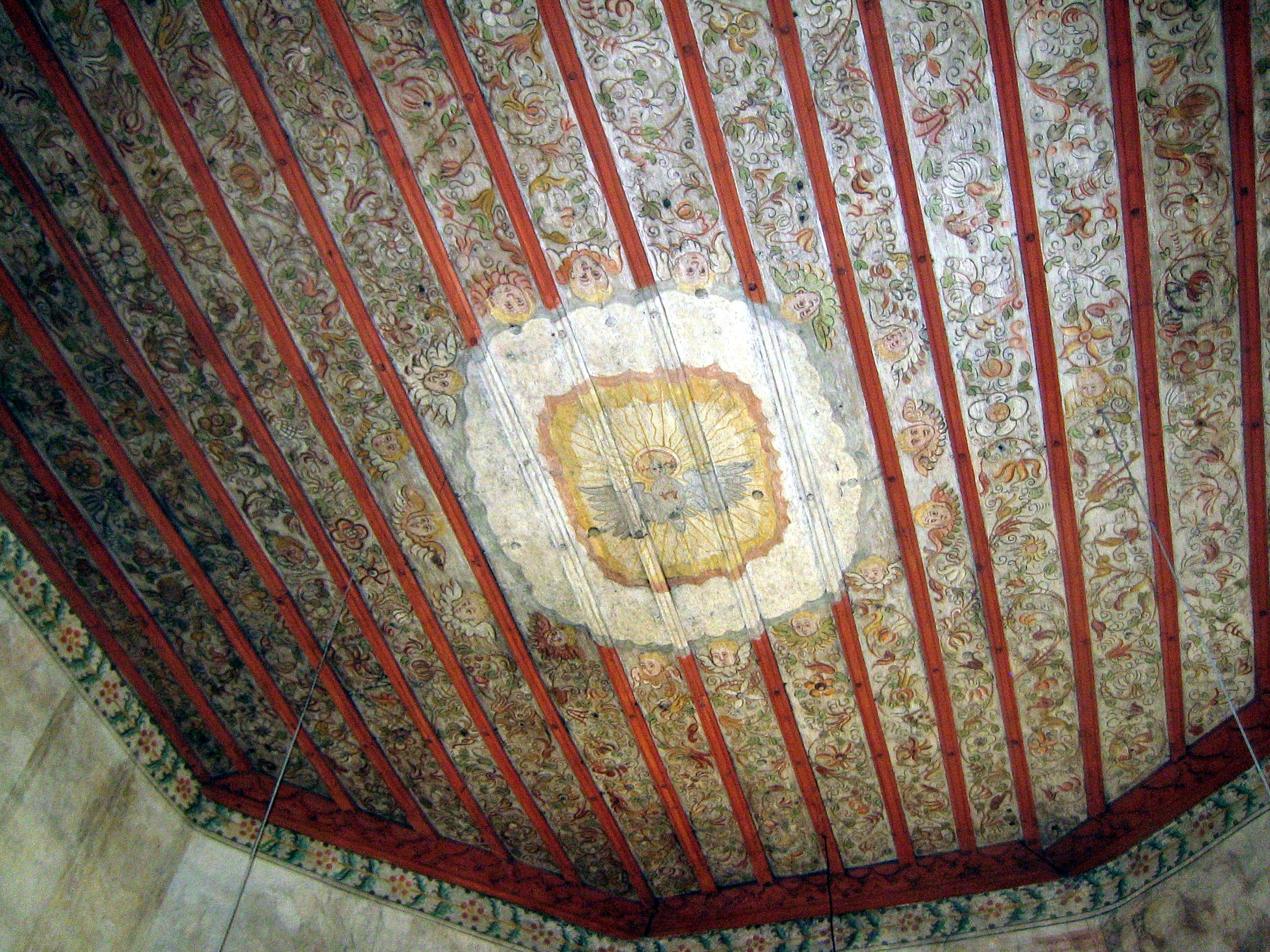
Decke der Begräbniskapelle

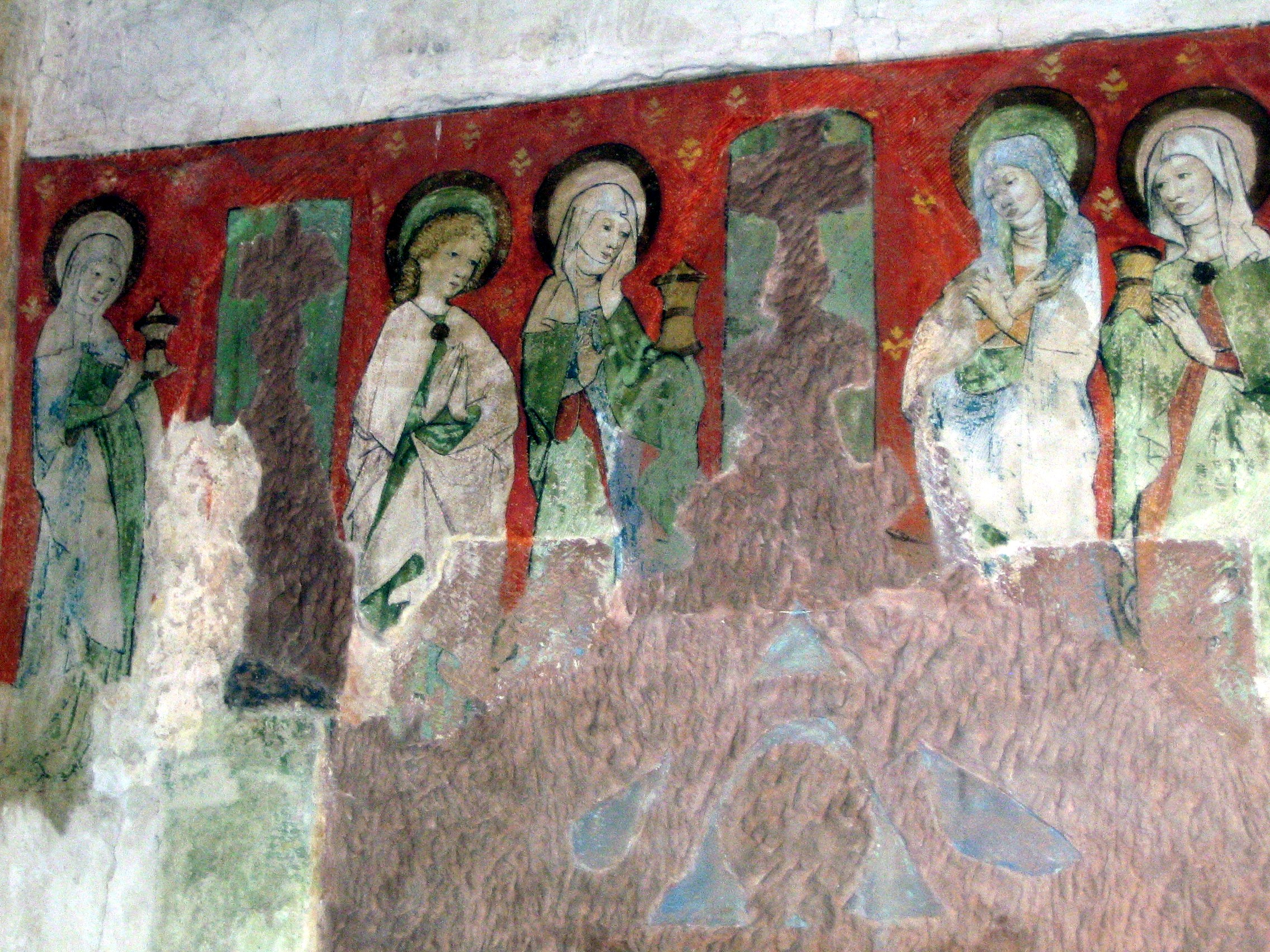
Wandgemälde mit den drei heiligen Frauen

## Begräbniskapelle und Turm-Untergeschoss
Die Turmhalle ist mit einem spätromanischen Kreuzrippengewölbe gedeckt, mit einer Kreuzblume als Schlussstein. Es ist mit farbenfrohen Fresken geschmückt, die Ranken und Blüten zeigen. Medaillon-Darstellungen in den Gewölbekappen sind nicht mehr zu erkennen. Zusammen mit der anschließenden Begräbniskapelle wird die Turmhalle als eigenständige Kapelle genutzt.
Die Begräbniskapelle wird von einer flachen Holzdecke abgeschlossen, die reich bemalt ist, im Zentrum mit einer von vielen Engeln umgebenen Taube des Heiligen Geistes. Diese „original bemalte spätgotische Holzdecke ist in der Gegend die einzige erhaltene.“ An den Wänden, links und rechts des Altars, befinden sich vier Grabplatten, wohl ursprüngliche Bodenplatten. An der Nordwand ein Epitaph für Hieronymus von Baden († 18. Tag vor Hornung 1603) und zwei Tafeln für Junker Hans Heinrich von Baden († 23. Juni 1606) und Hans Balthasar von Baden († 30. August 1613). An der Südwand erinnert ein Epitaph an Maria Johanna Agnes von Baden, geb. Kageneck († 31. März 1737). Der neogotische Altar mit einer Pietà und Maria Magdalena und Johannes als Seitenfiguren wurde 1914 von der Kunstwerkstätte Marmon geschnitzt.
Ein Sakramentshäuschen aus rotem Sandstein, das von einem wappentragenden Engel gestützt wird, stammt aus der Erbauungszeit der Kapelle. Der Taufstein trägt die Jahreszahl 1419, stammt also aus der Zeit vor dem Bau der Kapelle. Dahinter befindet sich das Ausgussbecken für das Wasser des Lavabos. Ein Renaissancerelief zeigt – möglicherweise als Hinweis auf die Gerichtshoheit der Herren von Baden – deren Wappen und eine Justitia mit Waage und Schwert, darüber das Jüngste Gericht mit Christus als Weltenrichter.
Die rückseitigen Bilder am Triumphbogen lassen noch die Umrisse einer Dreiergruppe von Personen (ein Laie, ein Bischof und eine gekrönte Figur) sowie ein Tier erkennen, das 1908 als Pferd zu identifizieren war. Damals war auch noch eine Mandorla sichtbar, die vielleicht ein Jüngstes Gericht zeigte.
In der Heilig-Grab-Nische liegt nicht mehr die ursprüngliche Darstellung des Leichnams Jesu, sondern eine neue Figur. Typisch für die Heiligen Gräber im Markgräflerland sind die damit verbundenen Malereien, „ein Bildtyp […], den es nur im Markgräflerland gibt“. In Liel ist von dieser ursprünglichen Ummalung noch „die größte Kostbarkeit“ erhalten, ein Fresko der Drei Marien mit ihren Salbgefäßen am Grab Jesu. „Es gilt in seiner strengen Manier als eine der besten Leistungen oberrheinischer Malkunst aus dem letzten Viertel des 15. Jhs.“ Zwischen ihnen befinden sich zwei weitere Figuren, Maria und Johannes, wodurch Tod und Auferstehung in Verbindung gebracht werden. Es ist aber nicht sicher, ob diese nicht später hinzugefügt worden sind. Die gesamte Szene „zählt zu den schönsten Wandbildern im südlichen Teil des oberrheinischen Raums.“

## Glocken
1873 erhielt die Kirche vier in der Glockengießerei Rosenlächer aus Metall von Geschützen aus dem Deutsch-Französischen Krieg gegossene Glocken. Alle mussten im Zweiten Weltkrieg abgeliefert werden. Am 4. Juni 1950 konnte ein neues vierstimmiges Geläut der Glockengießerei J. F. Weule aus Eisenhartguss geweiht werden, wobei drei Glocken von der politischen Gemeinde und eine von einem Bürger gestiftet wurden. Es setzt sich wie folgt zusammen:
| Glocke | Name           | Durchmesser | Masse    | Schlagton |
| ------ | -------------- | ----------- | -------- | --------- |
| 1      | Christus König | 1460 mm     | 1275 kg0 | e′-4      |
| 2      | St. Vinzentius | 1220 mm     | 760 kg   | g′-4      |
| 3      | St. Fridolin   | 1150 mm     | 500 kg   | a′-9      |
| 4      | St. Barbara    | 0910 mm     | 320 kg   | c″-2      |

In dem Schlagwerk übernimmt Glocke 1 den Stundenschlag, während die Glocken 3 und 4 zur Viertelstunde läuten.

## Orgel
Die Orgel steht auf einer geschwungenen Empore an der Westseite des Langhauses. Das erste Instrument stammte von Franz Joseph Merklin 1834. Sie verfügte über zehn Register mit einem Manual und einem Pedal bei mechanischer Traktur Nach teilweisem Substanzverlust und vielen Reparaturen wurde sie 2005 durch eine neue Orgel von Orgelbau Vier ersetzt. Das Instrument arbeitet mit neun Registern, die über zwei Manuale mit Wechselschleife gespielt werden, sowie drei Register im Pedal. Ihre Disposition ist nachstehend aufgeführt:
| Manuale I und II C–f3 mit Wechselschleifen |             |                         |
| Gedackt                                    | 8′ (Metall) | I                       |
| Bourdon                                    | 8′ (Holz)   | II                      |
| Salicional                                 | 8′          | I oder II               |
| Prinzipal                                  | 4′          | I                       |
| Flöte                                      | 4′          | I oder II               |
| Quinte                                     | 2 ⁄3′       | II                      |
| Doublette                                  | 2′          | I oder II               |
| Mixtur III                                 | 1 ⁄3′       | I 1 ⁄3 separat spielbar |
| Cornett IV                                 |             | I (ab b)                |

| Pedal C–d1 |     |
| Subbass    | 16′ |
| Oktavbass  | 8′  |
| Posaune    | 8′  |

- Koppeln: I/P, II/P

## Würdigung
„Die Lieler Vinzenz-Kirche und die zugehörige Kapelle eröffnen in einem Mosaik aussagekräftiger Kunstwerke den Blick in mehr als ein halbes Jahrtausend vielfältiger und beachtenswerter Bau-, Kunst- und Kirchengeschichte.“